# Svartegöl (Målilla socken, Småland)
Svartegöl är en sjö i Hultsfreds kommun i Småland och ingår i Emåns huvudavrinningsområde. Svartegöl ligger i Sällevadsån Natura 2000-område.